# 黄洽选
黄洽选（？—？），福建晋江（今福建泉州）人，是一名清朝政治人物。举人出身。
黄洽选曾于1705年接替马化蛟任嘉定县知县一职，1706年由吴应豫接任。